# Velenosa (Mao e Il Tusco)
Velenosa è un singolo dei cantautori italiani Mao e Il Tusco, pubblicato il 15 dicembre 2020.

## Descrizione
Regitrato nel 2020, il singolo è stato pubblicato in download digitale e streaming dall'etichetta discografica Incipits Records, su distribuzione EGEA Music, il 15 dicembre 2020.

## Video musicale
Il singolo è stato accompagnato da un video musicale per la regia di Hiram Gellona, girato in piena emergenza COVID-19.

## Tracce
Digitale
1. Velenosa – 3:05 (testo: Diego Tuscano - musica: Mauro Gurlino)

## Crediti

### Musicisti
- Mauro "Mao" Gurlino - voce, chitarra acustica, chitarra elettrica, programmazione
- Il Tusco - voce

### Personale tecnico
- Stalla delle Stelle - preproduzione discografica
- Mauro "Mao" Gurlino - produzione discografica
- Danilo Samà - grafica